# Charalambos Makridis
Charalambos Makridis (in greco Χαράλαμπος Μακρίδης?, Charalampos Makridīs; Minden, 5 luglio 1996) è un calciatore tedesco, di origini greche, attaccante del Preußen Münster.

## Carriera
Cresciuto nel settore giovanile del Verl, debutta in prima squadra il 21 maggio 2016, disputando l'incontro di Regionalliga vinto 3-1 contro il RW Oberhausen. Nel gennaio 2017 viene acquistato dal Borussia M'gladbach, che lo aggrega alla propria squadra riserve. Tra ottobre e novembre 2019 viene convocato in prima squadra per alcune di gare di Bundesliga, senza tuttavia scendere in campo. Debutta in prima squadra il 30 ottobre 2019, nell'incontro di DFB-Pokal perso 2-1 contro il Borussia Dortmund. Nel gennaio 2020, dopo aver totalizzato 81 presenze e 22 gol con la seconda squadra del Borussia M'gladbach, viene ceduto al Jahn Ratisbona; debutta con quest'ultima squadra il 28 febbraio successivo, in occasione dell'incontro di 2. Bundesliga perso 1-2 contro la Dinamo Dresda.

## Statistiche

### Presenze e reti nei club
Statistiche aggiornate al 2 agosto 2022.
| Stagione                      | Squadra                       | Campionato                    | Campionato | Campionato | Coppe nazionali | Coppe nazionali | Coppe nazionali | Coppe continentali | Coppe continentali | Coppe continentali | Altre coppe | Altre coppe | Altre coppe | Totale | Totale |
| Stagione                      | Squadra                       | Comp                          | Pres       | Reti       | Comp            | Pres            | Reti            | Comp               | Pres               | Reti               | Comp        | Pres        | Reti        | Pres   | Reti   |
| ----------------------------- | ----------------------------- | ----------------------------- | ---------- | ---------- | --------------- | --------------- | --------------- | ------------------ | ------------------ | ------------------ | ----------- | ----------- | ----------- | ------ | ------ |
| 2015-2016                     | Verl                          | RL                            | 1          | 0          |                 | -               | -               |                    | -                  | -                  |             | -           | -           | 1      | 0      |
| 2016-gen. 2017                | Verl                          | RL                            | 17         | 4          |                 | -               | -               |                    | -                  | -                  |             | -           | -           | 17     | 4      |
| Totale Verl                   | Totale Verl                   | Totale Verl                   | 18         | 4          |                 | -               | -               |                    | -                  | -                  |             | -           | -           | 18     | 4      |
| gen.-giu. 2017                | Borussia M'gladbach II        | RL                            | 10         | 1          |                 | -               | -               |                    | -                  | -                  |             | -           | -           | 10     | 1      |
| 2017-2018                     | Borussia M'gladbach II        | RL                            | 26         | 4          |                 | -               | -               |                    | -                  | -                  |             | -           | -           | 26     | 4      |
| 2018-2019                     | Borussia M'gladbach II        | RL                            | 30         | 5          |                 | -               | -               |                    | -                  | -                  |             | -           | -           | 30     | 5      |
| 2019-gen. 2020                | Borussia M'gladbach II        | RL                            | 15         | 12         |                 | -               | -               |                    | -                  | -                  |             | -           | -           | 15     | 12     |
| Totale Borussia M'gladbach II | Totale Borussia M'gladbach II | Totale Borussia M'gladbach II | 81         | 22         |                 | -               | -               |                    | -                  | -                  |             | -           | -           | 81     | 22     |
| 2019-gen. 2020                | Borussia M'gladbach           | BL                            | 0          | 0          | CG              | 1               | 0               | UEL                | 0                  | 0                  |             | -           | -           | 1      | 0      |
| gen.-giu. 2020                | Jahn Ratisbona                | 2L                            | 9          | 1          | CG              | -               | -               |                    | -                  | -                  |             | -           | -           | 9      | 1      |
| 2020-2021                     | Jahn Ratisbona                | 2L                            | 13         | 0          | CG              | 2               | 0               |                    | -                  | -                  |             | -           | -           | 15     | 0      |
| 2021-2022                     | Jahn Ratisbona                | 2L                            | 26         | 3          | CG              | 1               | 0               |                    | -                  | -                  |             | -           | -           | 27     | 3      |
| 2022-2023                     | Jahn Ratisbona                | 2L                            | 2          | 0          | CG              | 1               | 0               |                    | -                  | -                  |             | -           | -           | 3      | 0      |
| Totale carriera               | Totale carriera               | Totale carriera               | 149        | 30         |                 | 5               | 0               |                    | 0                  | 0                  |             | -           | -           | 154    | 30     |